# Église Saint-Benoît de Nalinnes
L'église Saint-Benoît est un édifice religieux catholique sis à la rue d'Acoz, au Bultia, un hameau du village de Nalinnes dans le Hainaut en Belgique. Construite en 1957, l'église est le lieu de culte catholique d'une localité qui économiquement est devenue plus importante que le village auquel elle était rattachée.

## Histoire

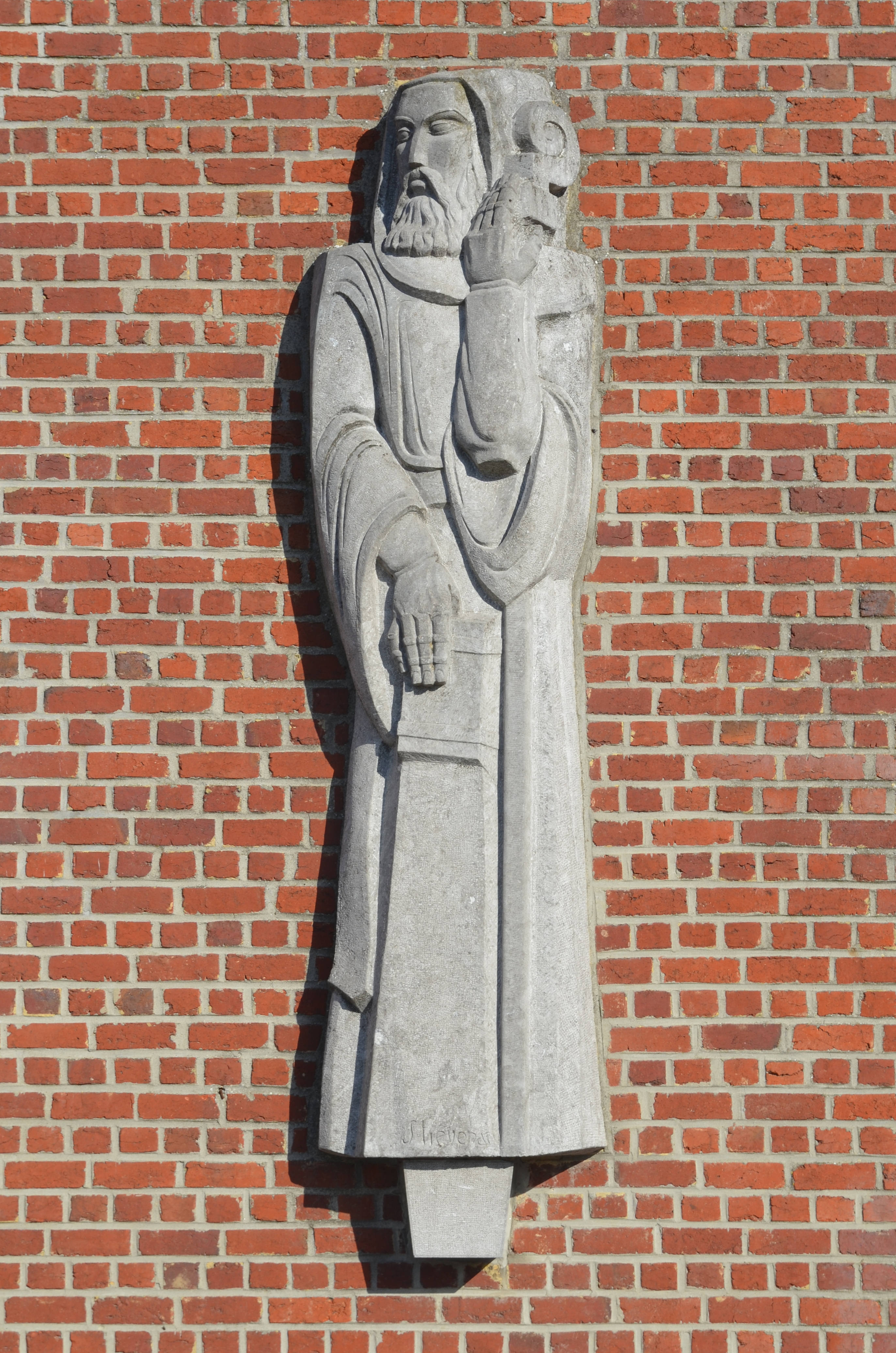
Saint-Benoît, sculpture de Michel Stiévenart.

En 1878 l'idée de la construction d'une église au Bultia, un hameau du village de Nalinnes qui se trouve sur l'importante route nationale 5 (Charleroi-Philippeville) est déjà discutée, mais sans que cela se concrétise. En 1944, le père Jacques Clemens, chanoine du Latran, est nommé vicaire de Nalinnes et chapelain du Bultia. Sur la place principale du hameau se trouve une habitation avec dépendances, grange et verger. La grange est aménagée en lieu de culte : la messe y est célébrée chaque dimanche entre 1945 et 1957.
En 1956, les subsides nécessaires à la construction d'une nouvelle église sont rassemblés par le père Clemens. Ce qui mène à l'édification de l'église actuelle, bâtie dans le verger de l'habitation précitée, qui deviendra la cure. Le 24 mars 1957, la première pierre du bâtiment est posée. Le 14 décembre 1958, l'évêque de Tournai, Charles-Marie Himmer consacre l'édifice et l'ouvre au culte.
En juin 2015, le père Jacques Clemens — alors consdéré comme le « plus vieux curé du monde » — prend sa retraite. Il a 105 ans. Il continue cependant à y célébrer la messe. 
En 2017, Jacques Clemens est âgé de 108 ans et toujours actif, sans avoir plus la responsabilité de la paroisse. Il est également le doyen du Benelux. Il est décédé, à l'âge de 108 ans, le 7 mars 2018.